# 그림볼 평원 전투
그림볼 평원전투(Battle of Grimball's Landing)는 미국 남북 전쟁 기간인 1863년 7월 16일 사우스캐롤라이나주 제임스아일랜드에서 일어난 전투이다. 찰스턴 방어선을 돌파하기 위한 작전 중 일부로 알려져있다.

## 교전

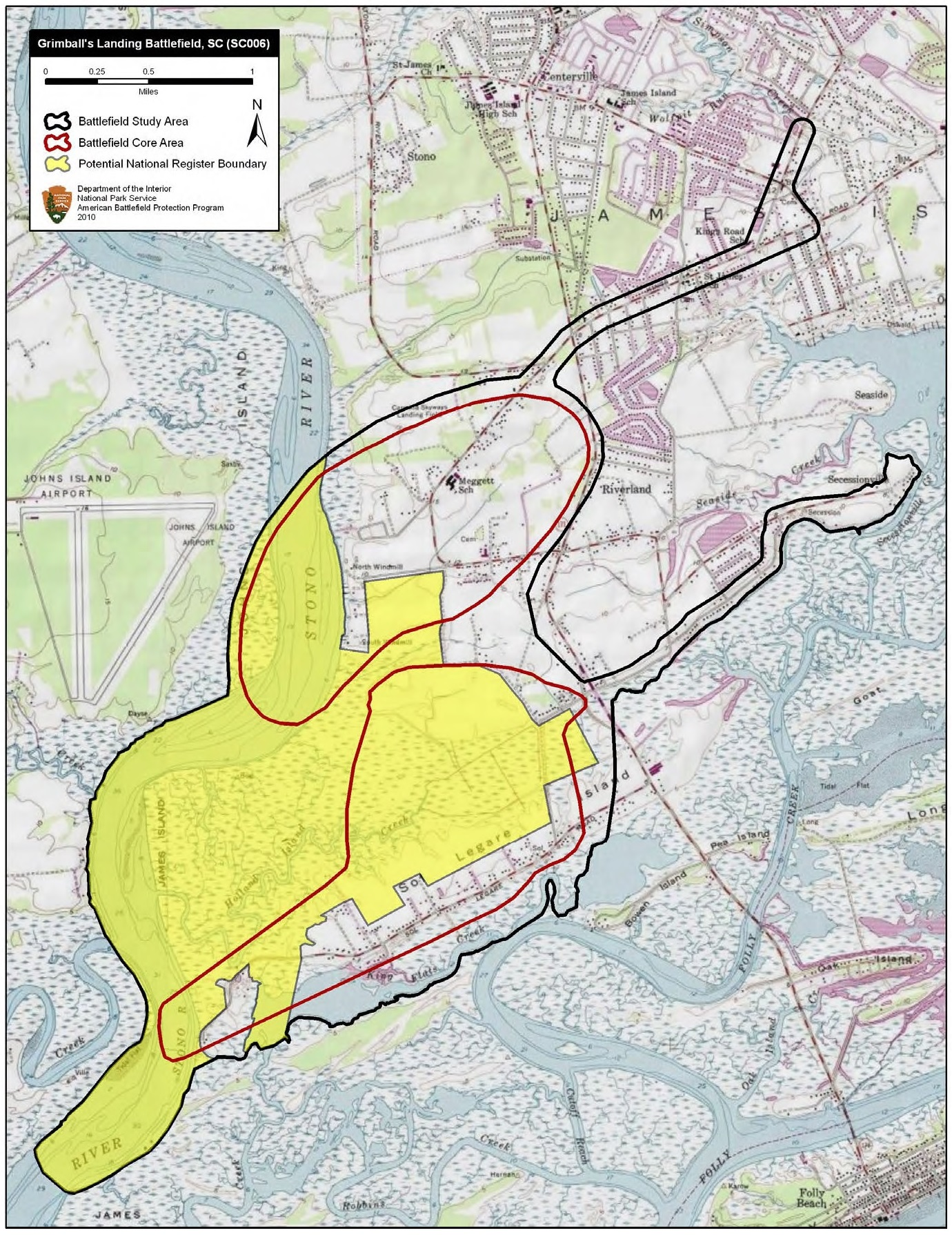
그림볼 평원 전투 지도

인접한 웨그너 요새에서 재개된 공격 중에 연합군 증원군들의 관심을 돌리기 위해서, 퀸시 A. 길모어 준장은 두 가지의 속임수를 짜냈다. 상륙군을 찰스턴 앤 사바나 철로의 다리를 위협하도록 스토노강으로 내려보냈다. 앨프리드 테리의 사단으로 이뤄진 두 번째 병력이 7월 8일 제임스아일랜드에 상륙했다.테리는 찰스턴 방어선에 대한 군사 행동을 취했지만, 제대로 된 공격은 하지 않았다. 7월 16일에 연합군은 그림볼 평원에 있는 테리의 주둔지를 공격했다. 습지대라는 완벽하지 못한 사전 답사의 어려움 때문에 조직되지 못한 연합군의 공격은 얼마 못 가 무산되었다. 임무를 완수한 연방군은 7월 17일 제임스아일랜드에서 철수했다.
이 전투는 제54매사추체츠 보병연대의 첫 교전이며, 43명의 사상자가 발생했다(전사 14명, 부상 17명, 포로 12명).

## 같이 보기
- 서세션빌 전투 (1862년), 제임스아일랜드 전투라고도 알려짐
- 그림볼 둑길 전투 (1865년)

## 참고 서적
- Burton, E. Milby. The Siege of Charleston 1861–1865. Columbia: University of South Carolina Press, 1970. ISBN 0-87249-345-8.
- Kennedy, Frances H., ed. The Civil War Battlefield Guide. 2nd ed. Boston: Houghton Mifflin Co., 1998. ISBN 0-395-74012-6.
- Reed, Rowena. Combined Operations in the Civil War. Annapolis, MD: Naval Institute Press, 1978. ISBN 0-87021-122-6.
- Wise, Stephen R. Gate of Hell: Campaign for Charleston Harbor, 1863. Columbia: University of South Carolina Press, 1994. ISBN 0-87249-985-5.